# Aglaojoppa egregia
Aglaojoppa egregia là một loài tò vò trong họ Ichneumonidae.